# Spațiul Revelației
Revelation Space este un roman științifico-fantastic din 2000 de Alastair Reynolds. Este primul roman care are loc în universul omonim fictiv creat de Reynolds. Romanul reflectă pregătirea profesională a lui Reynolds: acesta a fost doctor în astronomie și a lucrat mulți ani la Agenția Spațială Europeană.

## Legături externe
- en  Istoria publicării lucrării Spațiul Revelației la Internet Speculative Fiction Database

## Vezi și
- 2000 în științifico-fantastic